# Pożegnanie za friko

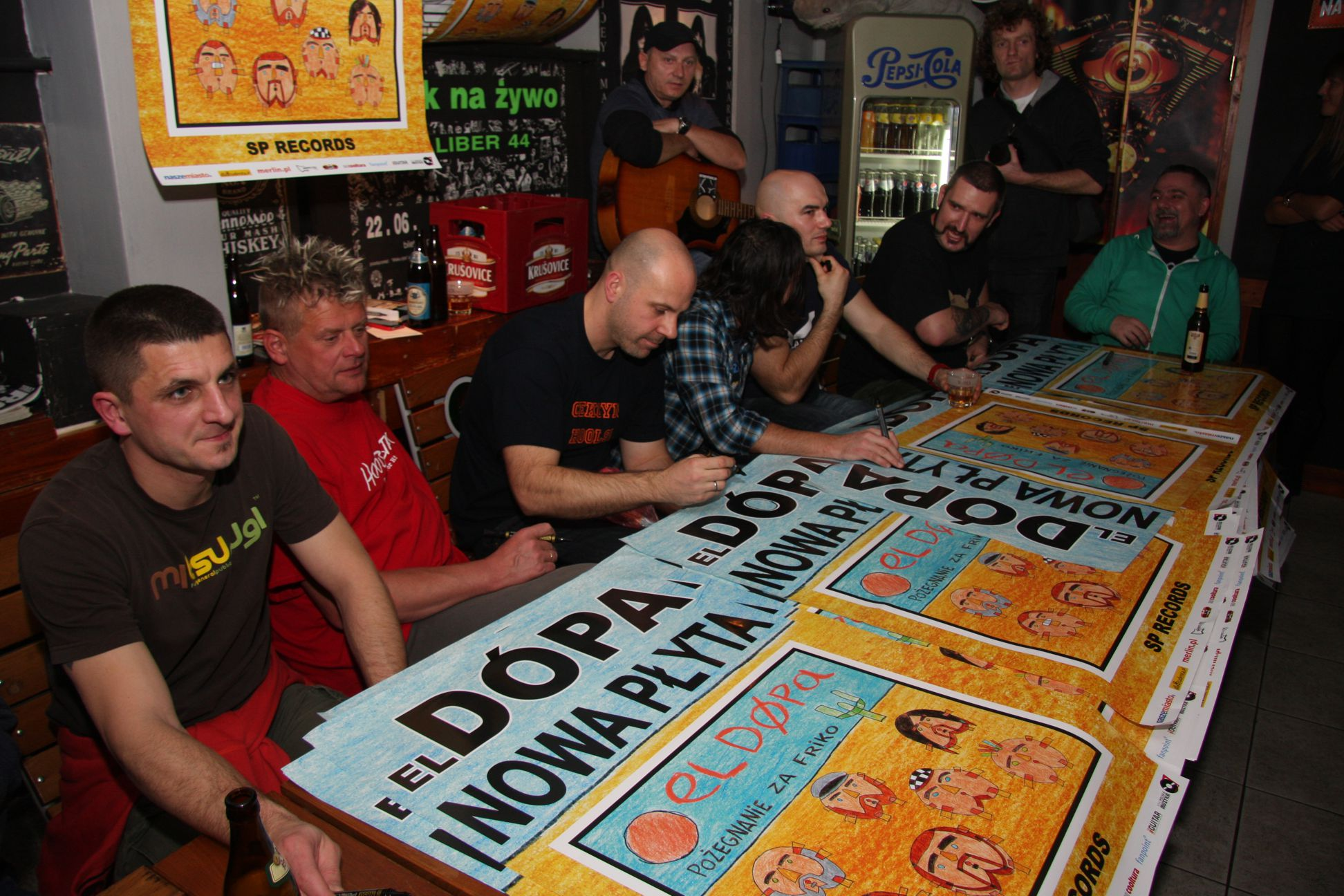
Członkowie zespołu w czasie podpisywania płyty 20 grudnia 2013 roku w warszawaskim pubie Barock

Pożegnanie za friko – trzeci album grupy El Dupa wydany przez S.P. Records 25 listopada 2013. Na płycie opublikowano 18 utworów. Album jest promowany przez singiel „Wojna w Polsce”, do którego nakręcono teledysk.

## Lista utworów
1. „Intro”
2. „Wszystko to Lipa”
3. „1 dźwięk”
4. „Wojna w Polsce”
5. „Parszywy maharadża” (gośc. Pablopivo i Magda Czomperlik)
6. „Za komuny było lepiej”
7. „Tępe ryje” (gośc. Zenek Kupatasa)
8. „Po tamtej stronie tęczy”
9. „Miłość w czasach e-zarazy (Nadente pstryk)”
10. „Pracuj na czarno”
11. „Rakienrol”
12. „Profesur Doktór Wiktór z Krakowa”
13. „Koniec świata”
14. „Europa ojczyzna”
15. „Piosenka Kazika”
16. „Na krzywy ryj” (gośc. Duet Wokalny „Praski Melanż 77,5”)
17. „Mahalamamaha”
18. „Pamiętam powstanie – piosenka paramartyrologiczna”

## Skład
- Krzysztof Radzimski (Dr Yry)
- Kazimierz Staszewski (Kazik)
- Grzegorz Kurek (Dżordż)
- Rafał Kazanowski (Kazan)
- Bartek Lipiński
- Bartosz Radomski (Xero)
- Mateusz Miłosiński (Materatz)
- Tomasz Glazik